# John Rubinstein

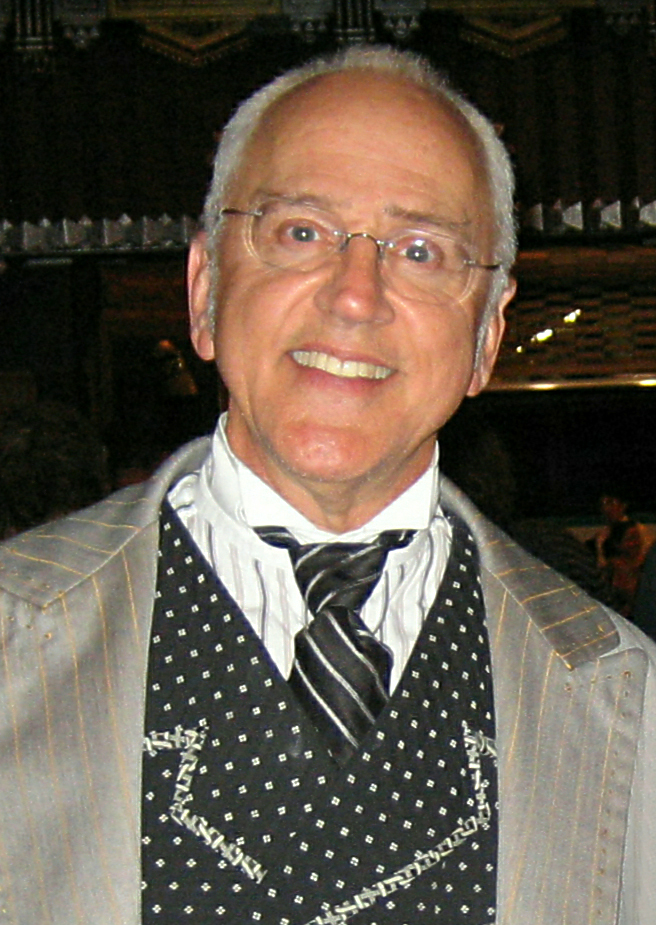
John Rubinstein (April 2008)

John Arthur Rubinstein (* 8. Dezember 1946 in Los Angeles, Kalifornien) ist ein US-amerikanischer Film- und Theaterschauspieler sowie Komponist für Filmmusiken und Filmregisseur.

## Leben

### Frühes Leben
John Rubinstein wurde als Sohn des polnischen Pianisten Arthur Rubinstein und dessen Frau Aniela Młynarska geboren. Sein Großvater mütterlicherseits war der polnische Dirigent Emil Młynarski. Eine Leidenschaft für die Musik war ihm damit in die Wiege gelegt, und er studierte an der University of California, Los Angeles Musikwissenschaft und Schauspiel.

### Karriere
1967 debütierte Rubinstein als Schauspieler in einer Episode der Fernsehserie Dragnet 1967. Drei Jahre später, 1970, komponierte er für die Filmkomödie Paddy seinen ersten Soundtrack.

#### Theater
Im Oktober 1972 hatte Rubinstein als Hauptdarsteller des Musicals Pippin sein Broadwaydebüt und überzeugte darin bis Dezember 1977 in 1.944 Aufführungen. Gewürdigt wurde Rubinsteins Leistung 1973 mit einem Theatre World Award. Für seine Rolle in dem Drama Gottes vergessene Kinder (Children of a Lesser God), welches von März 1980 bis Mai 1982 887 Mal am Broadway zu sehen war, erhielt Rubinstein 1980 sowohl einen Drama Desk Award als auch den begehrten Tony Award. Die Komödie Getting Away With Murder, in der er im März 1996 auftrat, brachte es jedoch nur auf 17 Aufführungen. An der Originalproduktion von Fools, einer komischen Fabel von Tony- und Pulitzer-Preisträger Neil Simon, war Rubinstein sowohl als Komponist als auch als Hauptdarsteller beteiligt.

#### Musikkomponist für Filme
Rubinsteins Karriere als Komponist für Filme umfasst in der Zeitspanne von 1970 bis 1991 25 Werke. Zu seinen bekanntesten Filmen zählt Bill McKay – Der Kandidat unter der Regie von Michael Ritchie aus dem Jahr 1972. Im selben Jahr komponierte er auch die Musik zu dem Western Jeremiah Johnson. Nach 1991 hat Rubinstein keine Filmmusik mehr komponiert.

#### Filmschauspieler
Nach seinem Debüt in der Fernsehserie Dragnet 1967 stand Rubinstein bis dato über 140 Mal vor der Kamera. Dabei war Rubinstein überwiegend als Gastdarsteller in Fernsehserien zu sehen, so in den letzten Jahren unter anderem in Star Trek: Enterprise (2002/2004), 24 (2003) oder Angel – Jäger der Finsternis. Einen seiner bekannteren Spielfilmauftritte hatte er 1978 in dem Thriller The Boys from Brazil. In Deutschland wurde er vor allem durch die Vorabendserie Die Fälle des Harry Fox (1984–1986) bekannt, in der er als Sohn von Jack Warden den Anwalt Harrison Fox spielte.

### Privatleben
John Rubinstein war bislang zweimal verheiratet. 1971 heiratete er die Schauspielerin Judi West, mit der er bis 1989 verheiratet war. Aus dieser Ehe stammen eine Tochter und der Sohn Michael Weston. 1992 heiratete Rubinstein die Schauspielerin Jane Lanier, mit der er zwei Söhne hat. Diese Beziehung endete 2002.

## Filmografie (Auswahl)

### Schauspieler
- 1970: Getting Straight
- 1971: Zachariah
- 1972:  Die Straßen von San Francisco – Pilotfilm
- 1976–1980: Eine amerikanische Familie (Family, Fernsehserie, 12 Folgen)
- 1978: The Boys from Brazil (The Boys from Brazil)
- 1978: Vegas (Fernsehserie, Folge Sein Freund, der Killer)
- 1979: Roots – Die nächsten Generationen (Roots: The Next Generations)
- 1979: Victor Charlie ruft Lima Sierra (The French Atlantic Affair, Miniserie)
- 1981: Kreuz der Gewalt (Skokie, Fernsehfilm)
- 1984–1986: Die Fälle des Harry Fox (Crazy Like a Fox, Fernsehserie, 19 Folgen)
- 1987: Der Mann im Hintergrund (Someone to Watch Over Me)
- 1993: Die Abservierer (Another Stakeout)
- 1993: Frasier (Fernsehserie, Folge 1x6 Der Steinwurf)
- 1996: Marilyn – Ihr Leben (Norma Jean & Marilyn)
- 1996: Kid Cop
- 2003: 21 Gramm (21 Grams)
- 2006: Criminal Minds (Fernsehserie, 1 Folge)
- 2006, 2013: CSI: Vegas (CSI: Crime Scene Investigation, Fernsehserie, 2 Folgen)
- 2007: Sublime (Sublime)
- 2008–2009, 2011: Desperate Housewives (Fernsehserie, 6 Folgen)
- 2009: Supernatural (Fernsehserie, 1 Folge)
- 2012: The Mentalist (Fernsehserie, 3 Folgen)
- 2014: Jessie (Fernsehserie, 1 Folge)
- 2016: Legends of Tomorrow (DC’s Legends of Tomorrow, Fernsehserie, 1 Folge)
- 2017, 2021: Dear White People (Fernsehserie, 5 Folgen)
- 2017: When We Rise (Fernsehserie, 2 Folgen)
- 2019: The Orville (Fernsehserie, 1 Folge)
- 2019: Young Sheldon (Fernsehserie, 1 Folge)
- 2020: AJ and the Queen (Fernsehserie, 1 Folge)
- 2021: Being the Ricardos

### Komponist
- 1972: Bill McKay – Der Kandidat (The Candidate)
- 1972: Jeremiah Johnson
- 1976–1980: Eine amerikanische Familie (Family)